# 曹泳日
曺泳日（ジョ・ヨンイル、Cho YoungーIl、조영일、1973年 - ）は、韓国の文芸評論家、翻訳家。韓国近代文学を専攻し、『学兵研究』で博士号を取得。2006年「批評の貧困-柳宗鎬(ユ・ジョンホ)と村上春樹」(『文芸中央』)で評論家としてデビュー。柄谷行人の主な著作を韓国に翻訳・紹介しました。蓮實重彦、東浩紀、清涼院流水、舞城王太郎、江戸川乱歩の著作なども企画・翻訳した。外国語版としては初めて〈太宰治全集〉の出版を企画した。

## 著書
- 『가라타니 고진과 한국문학(柄谷行人と韓国文学)』(2008)
- 『한국문학과 그 적들(韓国文学とその敵たち)』(2009)
- 『세계문학의 구조(世界文学の構造)』(2011)
- 『직업으로서의 문학(職業としての文学)』(2017)
- 『한국문학의 구조(韓国文学の構造)』(2022)

### 邦訳
- 『世界文学の構造 − 韓国から見た日本近代文学の起源』（高井修訳、岩波書店、2016年）
- 『柄谷行人と韓国文学』（高井修訳、インスクリプト、2019年）

## 共著
- 『현대정치사상의 모험(現代政治思想の冒険)』(2008)
- 『비평고원10(批評高原10)』(2009)
- 『세계문학의 가장자리에서(世界文学の端から)』(2014)
- 『가능한 인문학(可能なる人文学)』(2022)

## 翻訳
韓国語版　柄谷行人 著作
- 『世界史の構造』
- 『力と交換様式』
- 『哲学の起源』
- 『帝国の構造』
- 『憲法の無意識』
- 『世界共和国へ』
- 『歴史と反復』
- 『ネーションと美学』
- 『近代文学の終わり』
- 『言葉と悲劇』
- 『戦前の思考』
- 『柄谷行人　政治を語る』
- 『倫理21』(共訳）
- 『世界史の実験』(共訳）
- 東浩紀,『存在論的、郵便的―ジャック・デリダについて』
- 平野啓一郎,『ショパンを嗜む』